# Mustafa Kourouma
Mustafa Kourouma (* 9. Januar 2003 in Essen) ist ein deutscher Fußballspieler.

## Karriere
Nach seinen Anfängen in der Jugendabteilung von Bayer 04 Leverkusen wechselte er im Sommer 2018 in die Jugendabteilung von Borussia Dortmund. Für seinen Verein bestritt er fünf Spiele in der B-Junioren-Bundesliga. Im Sommer 2020 wechselte er in die Jugendabteilung von Rot-Weiss Essen und bestritt für seinen Verein 18 Spiele in der A-Junioren-Bundesliga. Im Dezember 2021 kam er auch zu seinem ersten Einsatz für die erste Mannschaft in der Regionalliga West. Im April 2022 unterschrieb er bei seinem Verein seinen ersten Profivertrag.
Am Ende der Spielzeit 2021/22 gelang ihm mit seiner Mannschaft der Aufstieg in die 3. Liga. Seinen ersten Profieinsatz hatte er am 19. September 2022, dem 9. Spieltag, als er beim 1:0-Heimsieg gegen den 1. FC Saarbrücken in der 77. Spielminute für Andreas Wiegel eingewechselt wurde.
Zur Saison 2025/26 schloss er sich dem Regionalligisten Rot-Weiß Oberhausen an.

## Erfolge
Rot-Weiss Essen
- Meister der Regionalliga West und Aufstieg in die 3. Liga: 2021/22